# Georg Friedrich Nicolai
Georg Friedrich Nicolai (født Lewinstein, 6. februar 1874 i Berlin, død 8. oktober 1964 i Santiago de Chile) var en tysk læge og pacifist. Han var i familie med komponisten Otto Nicolai og tog efternavnet Nicolai i 1897. Flygtede i 1918 fra Tyskland til Danmark for at undslippe krigstjeneste under 1. verdenskrig, han bosatte sig senere i Sydamerika.

## Liv og karriere
Georg Nicolai var søn af kemikeren Gustav Lewinstein og læste medicin ved Humboldt-universitetet og praktiserede senere på Charité i Berlin. Nicolai beundrede lægen Ivan Petrovitj Pavlovs arbejde og udgav sammen med internisten Friedrich Kraus en bog om elektrokardiografi med titlen Das Elektrokardiogramm des gesunden und kranken Menschen.
I 1914, ved første verdenskrigs udbrud, forfattede Nicolai et manifest betitlet Aufruf an die Europäer som modsvar til det Aufruf an die Kulturwelt, som 93 førende tyske videnskabsfolk og kunstnere havde udsendt til støtte for den tyske krigsførelse. Nicolais manifest fik kun tre medunderskrivere: fysikeren Albert Einstein, astronomen Wilhelm Julius Förster og filosoffen Otto Buek. Manifestet førte til at Nicolai blev forflyttet til Graudenz i Vestpreussen.
Her påbegyndte han Die Biologie des Krieges, som fordømte krigsførelsen og blev oversat til flere sprog. Efter sænkningen af Lusitania gjorde han sig bemærket ved under et middagsselskab at tage afstand fra såvel sænkningen som den tyske krigsførelse generelt, hvad der førte til endnu en forflytning, denne gang til Tucheler Heide. Da han klagede herover, blev han overført til Danzig, hvor det krævedes at han aflagde faneed. Dette nægtede han, hvorefter han blev indkaldt som menig til Landstormen for at gøre tjeneste som sygehjælper. Her fik han færdiggjort Die Biologie des Krieges, som han imidlertid havde svært ved at finde en forlægger til. Da det lykkedes ham at få bogen på forlag i Leipzig, blev den beslaglagt inden den var færdigtryk. Manuskriptet blev smuglet til Schweiz, hvor bogen udkom på Orell Füsslis forlag i 1917. Romain Rolland anmeldte den begejstret og blev siden venner med Nicolai. Da Nicolai igen skulle overføres til en ny enhed og nu også uddannes i våbenbrug, flygtede han sammen med tre spartakistisk sindede flyvere til Danmark i to fly. Nicolai og hans pilot landede 20. juni 1918 i Vigerslev ved Valby Gasværk, hvor de vakte en del opsigt. Han blev interviewet til Politiken og fik via Ossip Melnik kontakt til Georg Brandes, som han under sit ophold i Danmark forsøgte at få med på sine planer om et tidsskrift, Das Werdende Europa, som skulle samle fredselskere i hele Europa. Dette lykkedes kun delvist.
Nicolai vendte tilbage til Tyskland, men i 1920 mistede han, på grund af sin pacifisme, retten til at forelæse, og efter at han i 1921 tabte appellen, udvandrede han i 1923 til Sydamerika, hvor han arbejdede først i Argentina, siden i Chile.
I 1930'erne skrev han Das Natzenbuch (Eine Naturgeschichte der National-Sozialistischen Bewegung und des Nationalismus überhaupt), hvor han beskrev nationalisme som "en af de største, muligvis den største trussel mod udviklingen af menneskeslægten".
Han døde i 1964 i Santiago de Chile.